# زمین‌لرزه ۱۹۰۰ ونزوئلا
زمین‌لرزه ونزوئلا  در تاریخ ۲۹ اکتبر ۱۹۰۰ میلادی، برابر با ‎۷ آبان ۱۲۷۹، ساعت ۹:۱۱:۰۰ به زمان یوتی‌سی در ونزوئلا   رخ داد.  بزرگی آن  ۷٫۷  در مقیاس   Mw  اعلام شده‌است. زمین‌لرزه به وقت محلی در روز دوشنبه، ساعت ۵ روی داده و منطقه زمانی آن  یوتی‌سی -۴ بوده‌است .
سازمان زمین‌شناسی آمریکا نیز جای این زمین‌لرزه را در مختصات ۱۱°۱۲′شمالی ۶۶°۳۰′غربی / ۱۱٫۲°شمالی ۶۶٫۵°غربی  و بزرگی آنرا برابر با ۸٫۴ در مقیاس ریشتر اعلام کرده‌است. ژرفای گزارش شده از سوی این سازمان ۶۰ کیلومتر می‌باشد.